# 9724 Villanueva
9724 Villanueva eller 1981 EW17 är en asteroid i huvudbältet som upptäcktes den 2 mars 1981 av den amerikanska astronomen Schelte J. Bus vid Siding Spring-observatoriet. Den är uppkallad efter Geronimo L. Villanueva.
Asteroiden har en diameter på ungefär 3 kilometer och den tillhör asteroidgruppen Nysa.